# Церковь Покрова Пресвятой Богородицы (Кривянская)
Церковь Покрова Пресвятой Богородицы  — церковь в станице Кривянская Октябрьском районе Ростовской области. Относится к Шахтинской и Миллеровской епархии, Нижнедонское благочиние Русской православной церкви.
Адрес храма: Россия, Ростовская область, Октябрьский район, станица Кривянская, ул. Школьная, 89.

## История
В 1747 году в станице Кривянская ныне Октябрьского района Ростовской области была построена деревянная часовня.
21 июля 1776 года вместо часовни на средства прихожан была заложена деревянная церковь с аналогичной колокольней в честь Покрова Богородицы и Приснодевы Марии. Церковь строилась силами прихожан и была освящена 30 сентября 1777 года. В новом храме хранилась книга «Апостол» 1717 года издания, а вся утварь церкви была из серебра. При Покровской церкви в 1867 году было открыто приходское училище.
Новая церковь была покрыта железом и огорожена деревянным забором, в 1819 году Покровскую церковь подняли на каменный фундамент. Позднее было принято решение заменить деревянную Покровскую церковь на новую каменную. При постройке нового храма использовался кирпич привозной и с заводов, работающих на северо-западной окраине станицы.
Строительство кирпичного храма было начато в десятые годы XX века. Старая деревянная церковь в 1910 году была отдана в хутора Поповку и Михайловку, ныне это посёлок городского типа Каменоломни. Храм для перевозки не разбирали, а перевозили в собранном виде целиком. Новый храм в Кривлянской был освящен в честь Покрова Пресвятой Богородицы,  малый предел храма освящен в честь пророка Илии.
Церковно-приходское училище, открытое при старой деревянной Покровской церкви, продолжило свою работу и при вновь построенной каменной церкви.
В годы советской власти храм ветшал и постепенно разрушался. С его колокольни были убраны все купола,  барабан северо-западной главки был разобран. Деревянный иконостас храма был приспособлен для перегородок, разделявших помещение школы №72 на разные классы. Школа №72 была открыта в советское время в неприспособленном для учебного заведения здании бывшего станичного правления, которое строили рядом и в одно время с Покровской церковью.  Во время капитального ремонта школы в 1990-е годы перегородки были разобраны, и в них  обнаружены иконы.
В тридцатые годы XX века в храме во имя Покрова Божьей Матери была устроена машинно-тракторная станция (МТС), потом здание использовали под склад для зерна. Храм устоял в годы Великой Отечественной войны. В настоящее время это действующий храм со старинными иконами и церковной утварью. В нём проводятся восстановительные работы, его стены пока не расписаны. В храме возобновлена служба.

## Священнослужители
Настоятели храма: протоиерей Супрунов Андрей Семенович.
с 10 марта 2021 года настоятелем является иерей Александр Александрович Шапкин 